# Bernardo Carvalho
Bernardo Carvalho (Rio de Janeiro, 1960) è uno scrittore e giornalista brasiliano.

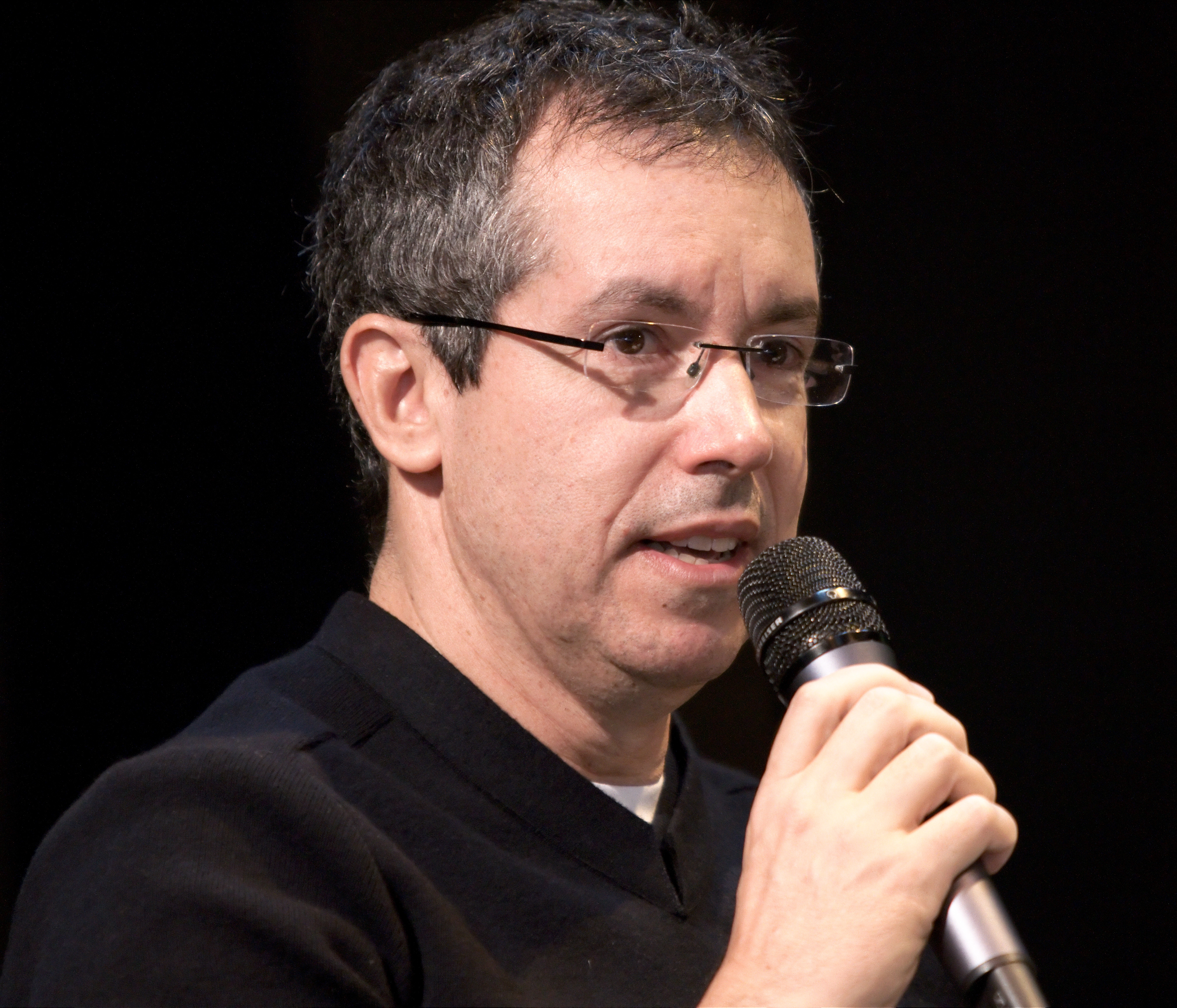
Bernardo Carvalho al salone del libro di Parigi

Egli è stato il curatore della raccolta di saggi Folhetim  è a Parigi e a New York come corrispondente del quotidiano Folha de São Paulo. I suoi primi due romanzi sono stati pubblicati in Francia.
Il suo romanzo "Mongolia" ha ricevuto nel 2003 il premio del Paulista Associação dos criticos de Arte. Ha condiviso il Premio de Portugal Telecom Literatura Brasileira con Dalton Trevisan per il suo romanzo "Nove Noites"..

## Filmografia
- The Wounded Camera, Uneton, 2006
- Luottamuksen arvoinen, 2007
- Elämä nopea kuin nauru, 2007
- Juuret, 2008

## Opere

### Romanzi
- Onze, 1995
- Os Bêbados e os Sonâmbulos, 1996
- Teatro, 1998
- As Iniciais, 1999
- Medo de Sade, 2000
- Nove Noites, 2002
- Mongólia, 2003
- O Sol se Põe em São Paulo, 2007
- O Filho da Mãe, 2009

### Racconti
- Aberração, 1993

### Traduzioni
- Nine Nights (Nove Noites), 2007